# Trockenhafen von Athus
Der Trockenhafen von Athus ist ein Trockenhafen im Süden der Wallonie, in Athus, einem Ortsteil von Aubange am Dreiländereck mit Frankreich und Luxemburg. Er übernimmt Fracht von den Häfen von Zeebrugge, Antwerpen und Rotterdam und befördert sie in die Großregion Saarland, Lothringen und Großherzogtum Luxemburg (Saar-Lor-Lux). Er ist der größte Trockenhafen Belgiens.

## Geschichte
Das Projekt hat Ende der siebziger Jahre, nach der Krise der Stahlindustrie, in der Provinz Luxemburg begonnen, um die geschwächte Wirtschaft in der Region wieder neu zu beleben. Tatsächlich ist der Trockenhafen mittlerweile der Größte Belgiens und deckt mehr als 300 km² Hinterland ab. Hier werden Container, die aufs Meer zu- oder abgehen, abgefertigt, obwohl die Gewässer weit von den drei Grenzen entfernt sind.

## Lage
Belgien hat durch seine zentrale Lage im europäischen Handelszentrum eines der weltweit dichtesten Infrastruktur-Netze. Der Logistics Performance Index, der von der Weltbank erstellt wird, belegt, dass Belgien 2018 den 3. Platz unter 160 Ländern belegt hat. Besonders gut schnitten die Parameter für internationale Schifffahrt und der logistische Zeitaufwand ab.
Das Terminal verfügt über eine durchgehende Bahnverbindung mit der belgischen Küste, die täglich mit drei Zügen hin und her bedient wird. Diese befördern auf jeder Fahrt in etwa 320 Container, während etwa 120 LKW die Straßenverbindung zwischen dem Terminal und dem Hinterland sicherstellen. Vor Ort verfügt das Terminal über mindestens 160.000 m² Nutzfläche.
2018 wurde durch die multimodale Kombination aus Schiene und Straße mit mehr als 46.500 Seecontainer durch TCA in Richtung Nordseehäfen oder in der Großregion Saar-Lor-Lux befördert. Zurzeit baut das belgische Infrastrukturunternehmen Infrabel den direkten elektrifizierten Zugang zum französischen Eisenbahnnetz, der im August 2020 fertig gestellt werden soll.
Bis 2030 ist eine Steigerung der Eisenbahnanteile am Modal Split von 7 auf 15 % geplant. Diese Pläne wurden jüngst vom Hafen Antwerpen, dem Railport Antwerpen und dem Infrastrukturbetreiber Infrabel bekannt gegeben.